# Macromitrium archboldii
Macromitrium archboldii là một loài Rêu trong họ Orthotrichaceae. Loài này được E.B. Bartram mô tả khoa học đầu tiên năm 1942.